# Grote Renaissancedam
De  Grote Renaissancedam ligt in de Blauwe Nijl, een grote rivier in het westen van Ethiopië. Met de bouw werd in 2011 een begin gemaakt, en op 1 juli 2020 begon het vullen van het waterreservoir. Op 20 februari 2022 produceerde de eerste turbine commerciële stroom. Er komen 16 turbines om elektriciteit op te wekken met een totaal vermogen van 5.150 megawatt. Het is dan de grootste waterkrachtcentrale in het land en een van de grootste ter wereld. Ethiopian Electric Power Corporation is de opdrachtgever van het project.

## Beschrijving
De Blauwe Nijl is de grootste rivier van Ethiopië. Ze stroomt naar Soedan, komt daar samen met de Nijl en levert meer dan de helft van het water dat door deze rivier stroomt op weg naar Egypte. Dit land is bijna volledig afhankelijk van het water uit de Nijl. Het heeft herhaaldelijk duidelijk gemaakt dat het oorlog zal voeren als het minder water krijgt en eiste in het verleden dat de bouw van de dam werd stilgelegd. In 2021 was nog steeds geen akkoord bereikt.
De dam ligt in de Ethiopische grensstreek met Soedan, zo'n 500 kilometer ten noorden van Addis Abeba. Hij is zo'n 1800 meter lang en vanaf de basis gemeten ongeveer 170 meter hoog. Het bouwwerk heeft een volume van ongeveer 10 miljoen m³. Aan de voet komen 16 Francisturbines en generatoren, elk met een vermogen van 400 MW of 375 MW. Er komen twee generatorgebouwen, links en rechts van het midden van de dam. Het reservoir krijgt een oppervlakte van 1800 km² en kan 63 km³ water bevatten. Voor het geval dat er in korte tijd veel water wordt aangevoerd en het water over de dam dreigt te stromen, zijn er diverse noodoverlaten geprojecteerd waarmee een teveel aan water snel en veilig kan worden afgevoerd. In juli 2020 begon Ethiopië met het vullen van het stuwmeer. Vanaf 2020 werd het stuwmeer tijdens het regenseizoen verder gedeeltelijk gevuld.
De totale kosten van het project zijn geraamd op $ 4,8 miljard. Ethiopië draagt zelf het grootste deel van deze investering. Veel Ethiopische ambtenaren hebben hun spaargeld in de dam gestoken, in de hoop op een goed rendement. Het Italiaanse bedrijf Salini Impregilo is de hoofdaannemer van het project.

## Politiek
Aanvankelijk had de Wereldbank een initiatief om alle drie betrokken landen gezamenlijk te laten profiteren van energiewinning uit een dam in de Blauwe Nijl in Ethiopië, maar de Egyptische regering ging na tien jaar dwarsliggen. Toen tijdens de Arabische Lente de Egyptische president Mubarak in 2011 werd afgezet en het land in een machtsvacuüm terechtkwam, greep Ethiopië de kans om de dam te bouwen.
Negatieve gevolgen van de aanleg van de dam zijn dat het flora en fauna doodt, waardoor er geen nijlpaarden en nauwelijks krokodillen meer voorkomen in Egypte. Ook stroomt er geen vruchtbaar slib meer door, waardoor het land vruchtbaar moet worden gemaakt met kunstmest - wat negatieve gevolgen heeft voor de ecologie. De dam gaat door als prestigeobject en is van nationaal belang voor de Ethiopiërs. De dam werd in 2022 in gebruik genomen. Als de dam in volledige werking is, zal het waterpeil van de Nijl omlaag gaan. Voor Egypte is de Nijl van belang als drinkwatervoorziening en voor Ethiopië als inkomstenbron. Het conflict gaat met name over de snelheid waarmee het waterreservoir zou worden gevuld.
De dam brengt ook positieve gevolgen met zich mee. Zo kampt Ethiopië al jaren met een energiecrisis waardoor een groot deel van de huishoudens niet voorzien zijn van elektriciteit. Deze dam zou helemaal alleen de andere huishoudens in Ethiopië van stroom kunnen voorzien. Daarnaast gaat Ethiopië de energie die wordt opgewekt met de dam voor een lage prijs verkopen aan de andere landen aan de Nijl. Zo hebben naast Ethiopië ook de andere landen voordelen aan de dam. Ook kan met deze dam het waterpeil in de Nijl beheerd worden. Overstromingen kunnen bij een piekafvoer stroomafwaarts dan vaak voorkomen worden. Ethiopië beweert ook dat er bijna geen verschil zal zitten in de hoeveelheid water dat er uiteindelijk in Egypte binnenstroomt. Daarom vindt Ethiopië dat ze het recht hebben om de dam te bouwen.
Jarenlang zijn er bemiddelingsgesprekken geweest tussen de drie betrokken landen, Sudan, Egypte en Ethiopië, met verschillende bemiddelaars, waaronder in 2019 de Verenigde Staten en in 2020 de Afrikaanse Unie. Deze hebben geen oplossing opgeleverd voor het conflict tussen de landen, dat ontstaan is door de bouw van de dam.
In september 2021 nam de VN-Veiligheidsraad een verklaring aan waarin Egypte, Ethiopië en Soedan worden aangemoedigd "de onderhandelingen te hervatten" onder auspiciën van de Afrikaanse Unie "om snel een akkoord te sluiten" over de controversiële GERD-dam in de Nijl. Deze overeenkomst moet "binnen een redelijke termijn wederzijds aanvaardbaar en bindend zijn voor de invulling en werking van de GERD", stelt de Veiligheidsraad in zijn door Tunesië opgestelde verklaring.